# Théorème de Chasles
Ne doit pas être confondu avec Relation de Chasles ou Théorème de Chasles (géométrie).
Le théorème de Chasles est un théorème de géodésie physique par Michel Chasles (1793-1880), selon lequel toute fonction harmonique, c’est-à-dire toute fonction qui est une solution de l'équation de Laplace, peut se représenter par un potentiel de simple couche sur l'une quelconque de ses surfaces équipotentielles {\displaystyle v=} const. 
Dans le cas particulier où il s'agit d'un potentiel newtonien {\displaystyle V} d'un corps solide situé à l'intérieur de {\displaystyle \Sigma }, le théorème de Chasles indique qu'il est toujours possible de remplacer le corps solide par une simple couche de densité surfacique adéquate épousant l'une de ses surfaces équipotentielles extérieures sans changer le potentiel à l'extérieur de celle-ci. Ce théorème est à rapprocher du théorème d'unicité de Stokes.
Considérons une fonction {\displaystyle v} harmonique à l'extérieur d'une surface {\displaystyle \Sigma }. Admettons en outre que {\displaystyle \Sigma } soit une surface équipotentielle. Ainsi, sur cette surface {\displaystyle \Sigma } on a {\displaystyle v=v_{o}}, la quantité {\displaystyle v_{o}} étant une constante arbitraire. Pour un point {\displaystyle P} extérieur à {\displaystyle \Sigma }, la représentation intégrale d'une fonction harmonique permet d'écrire 
{\displaystyle r} désignant la distance de {\displaystyle P} à un point quelconque de {\displaystyle \Sigma }. Or, d'après la formule de Gauss-Bonnet pour un point extérieur, la deuxième intégrale du membre de droite s'annule, de sorte qu'on a 